# Søren Hjorth Nielsen
Søren Hjorth Nielsen, född den 2 augusti 1901 i Svostrup, nära Silkeborg, död den 7 juli 1983 i Tempelhuse på Själland, var en dansk målare, tecknare, grafiker och konstpedagog. Hans porträtt, landskap och motiv från Köpenhamns utkanter har en fast, disciplinerad form men samtidigt harmoniska, mjukt avstämda färger.

## Biografi
Hjorth Nielsen härstammade från ett jylländskt lantbrukarhem och kom till Köpenhamn i början av 1920-talet.
Hjorth Nielsen utbildade sig på teknisk skola i Silkeborg 1920 – 1921 och på Kunstakademiet 1921 – 1926 under Ejnar Nielsen och Aksel Jørgensen. Han lärde sig där bland annat etsning och litografisk teknik. 
Efter sin konstnärsdebut och en studieresa till Italien bildade 1928 ”Decembristerne” tillsammans med bland annat Holger J. Jensen och Erik Sievert. Hans tidigare bilder framställdes i en expressiv stil och påverkades av norrmannen Karstens temperamentsfulla stil.
Hjorth Nielsens koloristtalang beredde väg för honom till Den frie Udstilling där han framträdde som gäst 1933 och senare blev medlem.
Åren 1957 – 1971 var han professor vid Det Kongelige Danske Kunstakademi, och ledde dessutom Grafisk Skole 1966 – 1967 och 1973 – 1974.
År 1940 tilldelades han Eckersbergmedaljen, 1972 mottog han Thorvaldsenmedaljen och 1979 fick han Prins Eugen-medaljen. Han var också Riddare av 1:a graden av Dannebrog.

## Representation
Hjorth Nielsens konst finns bland annat i samlingarna vid Statens Museum for Kunst, Ateneum, Malmö konstmuseum, Læsø Museum, Fuglsang Kunstmuseum, KUNSTEN Museum of Modern Art Aalborg, Vejlemuseerne, Museum Jorn, Kastrupgårdsamlingen,   Arbejdermuseet, Trapholt, Esbjerg Kunstmuseum, Ribe Kunstmuseum och ARoS Aarhus Kunstmuseum.